# Жизнь Галилея (спектакль)
«Жизнь Галилея» — спектакль Театра на Таганке по пьесе немецкого драматурга Бертольда Брехта. Спектакль поставлен Юрием Любимовым в 1966 году.

## История создания
Спектакль «Жизнь Галилея» был поставлен в Театре на Таганке в мае 1966 года и был в репертуаре театра до 1976 года. Это был второй спектакль Ю. П. Любимова по пьесе Б. Брехта, первым был спектакль «Добрый человек из Сезуана», поставленный в 1964 году.
Художником постановки был Э. Стенберг; в спектакле использовалась музыка Д. Шостаковича к «Гамлету» в постановке Н. Акимова (1932); оригинальную музыку для зонгов написали А. Васильев и Б. Хмельницкий. Роли исполняли: Галилей — В. Высоцкий и А. Калягин, Андреа Сарти — Л. Комаровская, В. Погорельцев, госпожа Сарти — И. Ульянова и М. Полицеймако, Людовико Марсили — Д. Щербаков, Приули — В. Смехов и другие.
Ю. П. Любимов:

Мне захотелось через пару лет вернуться к Брехту, чтоб просто проверить мастерство театра — как он сейчас звучит. И еще мне казалось, что ситуация в мире была острая: начались атомные испытания страшные, взрывы, первый конфликт Сахарова с Хрущёвым, когда взорвали огромной силы водородную бомбу… И Сахаров умолял не делать этого.

Именно потому, что этот спектакль, поставленный на исходе «оттепели», откликался скорее на актуальные проблемы советской действительности, Любимов воздержался от однозначного осуждения главного героя. Он вспомнил слова Брехта о том, что хороший спектакль похож на коллоквиум, — на Таганке два хора, хор мальчиков и хор монахов, спорили о Галилее. И не только спорили о нём, но и пытались воздействовать на него: одни призывали к компромиссу, другие — к борьбе. Если Брехт написал пьесу без зонгов, то Любимов включил в свой спектакль зонги — на стихи Брехта, не имевшие отношения к пьесе, а также Р. Киплинга, и Н. Коржавина, и Е. Евтушенко. Получился суд, по мнению критика, «пристрастный, даже отчаянный», менее вдумчивый, но более трагичный, чем того хотел Брехт.
Ещё более решительно, чем Буш, Любимов отказался от лоутоновской трактовки образа и, соответственно, от его объяснения причин отречения Галилея. В исполнении Высоцкого Галилея меньше всего можно было упрекнуть в непомерной склонности к «земным наслаждениям», он вёл жизнь суровую, почти спартанскую, скорее готов был отвергнуть старое вино, чем новую мысль. Любимов таким образом перемещал акценты с личных причин (индивидуальной слабости) на внешние — наступающую реакцию. Обвинение, по словам критика, переадресовывалось: проблема не только и даже не столько в слабости Галилея-человека, сколько в силе условной «церкви». «Так досказывается, — писала в 1966 году М. Строева, — сценически развивается мысль драматурга. И постепенно, шаг за шагом, ощущение скованности, несвободы, висящей угрозы нарастает. Но скован не Прометей. Плебейство учёного получает двойной смысл: вместе с силой народа Галилей обретает и его слабость, разделяет его веру и его предрассудки, испытывает его взлёты и его падения…»

## В. С. Высоцкий в спектакле

Афиша спектакля «Жизнь Галилея» Театра на Таганке, 1968 год

Приступив в 1966 году к работе над спектаклем «Жизнь Галилея» по пьесе Брехта, Любимов не сразу определился с выбором исполнителя главной роли. Вначале к репетициям был привлечён Николай Губенко, позже — Александр Калягин. Галилей, по режиссёрскому замыслу, должен был прожить свою сценическую историю в развитии, пройдя разные стадии — от гениальных прорывов до запоздалого раскаяния. В итоге выбор пал на двадцативосьмилетнего Владимира Высоцкого, находившегося в ту пору на этапе «энергичного становления». Режиссёра не смущало внешнее и возрастное несоответствие актёра и героя (в финале постановки Галилей был уже стариком) — ему казалось более важным умение исполнителя воплотить брехтовские «интеллектуальные задачки» об истине, о предательстве собственной идеи.
Высоцкий играл без грима и париков — возрастные изменения актёру надлежало передать за счёт внутренних, глубинных переживаний и метаморфоз, происходивших в сознании его персонажа. Брехтовские традиции, в русле которых шло становление Театра на Таганке, отличались от системы Станиславского. По Станиславскому, актёр на сцене должен «психологически пережить роль». В спектакле Любимова Высоцкий изображал Галилея — ставка делалась на «условность театрального искусства». По воспоминаниям актрисы Аллы Демидовой, «Галилей у Высоцкого не стареет. Игрался не характер, а тема. Тема поиска и сохранения истины».
Премьера спектакля «Жизнь Галилея» состоялась 17 мая 1966 года. Постоянные зрители «Таганки», пришедшие в театр, ждали режиссёрских находок, но даже их поразило начало постановки: Галилей-Высоцкий появился на сцене с оптическим инструментом, посмотрел через подзорную трубу в небо, затем взлетел на стол и сделал первый трюк — стойку на руках. Находясь в этом положении, герой начал свой длинный монолог о том, что две тысячи лет подряд люди верили, будто Солнце и все небесные тела вращаются вокруг Земли.

Молодой мужчина, здоровый, уверенный в себе — это Галилей Высоцкого. Он плебей с чувством собственного достоинства и не считает нужным сдерживаться, если хочется стукнуть кулаком по столу, сдёрнуть с него скатерть, но кто-то разглядел в нём московского Гамлета. <…> Галилей Высоцкого живёт как бы ради самого себя и только сам, в цельности души и тела, характера и мысли, нужен жизни. Высоцкий играл человека, гордого своим явлением в мир. 
Постановка получила немало откликов в прессе. В числе тех, кто не понял любимовскую трактовку пьесы Брехта, был обозреватель журнала «Коммунист», утверждавший, что «Галилей в этом спектакле слишком мелок, он превратился в некоего эпикурейца провинциального масштаба, для которого вино, женщины, наука одинаково важны (или не важны)». В то же время учёный-физик Дмитрий Блохинцев отправил Любимову письмо с признанием, что, несмотря на несоответствие образа главного героя «исторической правде», он принял «таганского» Галилея: «Высоцкий увлёк меня и убедил меня своей страстной игрой». Через семь лет после премьеры Высоцкий написал для художественного фильма «Бегство мистера Мак-Кинли» «Балладу о Кокильоне», содержащую, в частности, строки: «Но, мученик науки, гоним и обездолен, / Всегда в глазах толпы он — алхимик-шарлатан». Образ учёного-изгоя, «непонятого титана», стремящегося добраться до истины, в какой-то мере соотносится с судьбой и характером сценического Галилея, считает Анатолий Кулагин.